# Weeneni mészárlás
A weeneni mészárlás 1838. február 17-én történt Dél-Afrikában, amikor Dingane zulu király harcosai – Piet Retief embereinek kivégzését követően – felkutatták a közelben táborozó búrokat, és valamennyiüket megölték. Az áldozatok döntően nők és gyerekek voltak.

## Története
1838 február elején Piet Retief Dingane zulu királlyal tárgyalt, ugyanis a vortrekkerek (búrok) vezetőjeként földet szeretett volna vásárolni a király területéből. Retief és Dingane között az ellentétek egyre inkább kiéleződtek, mígnem a zulu király csellel elvette a telepesek fegyvereit és elfogatta a fegyvertelen búrokat. Másnap az elfogott telepeseket kivégezték. 

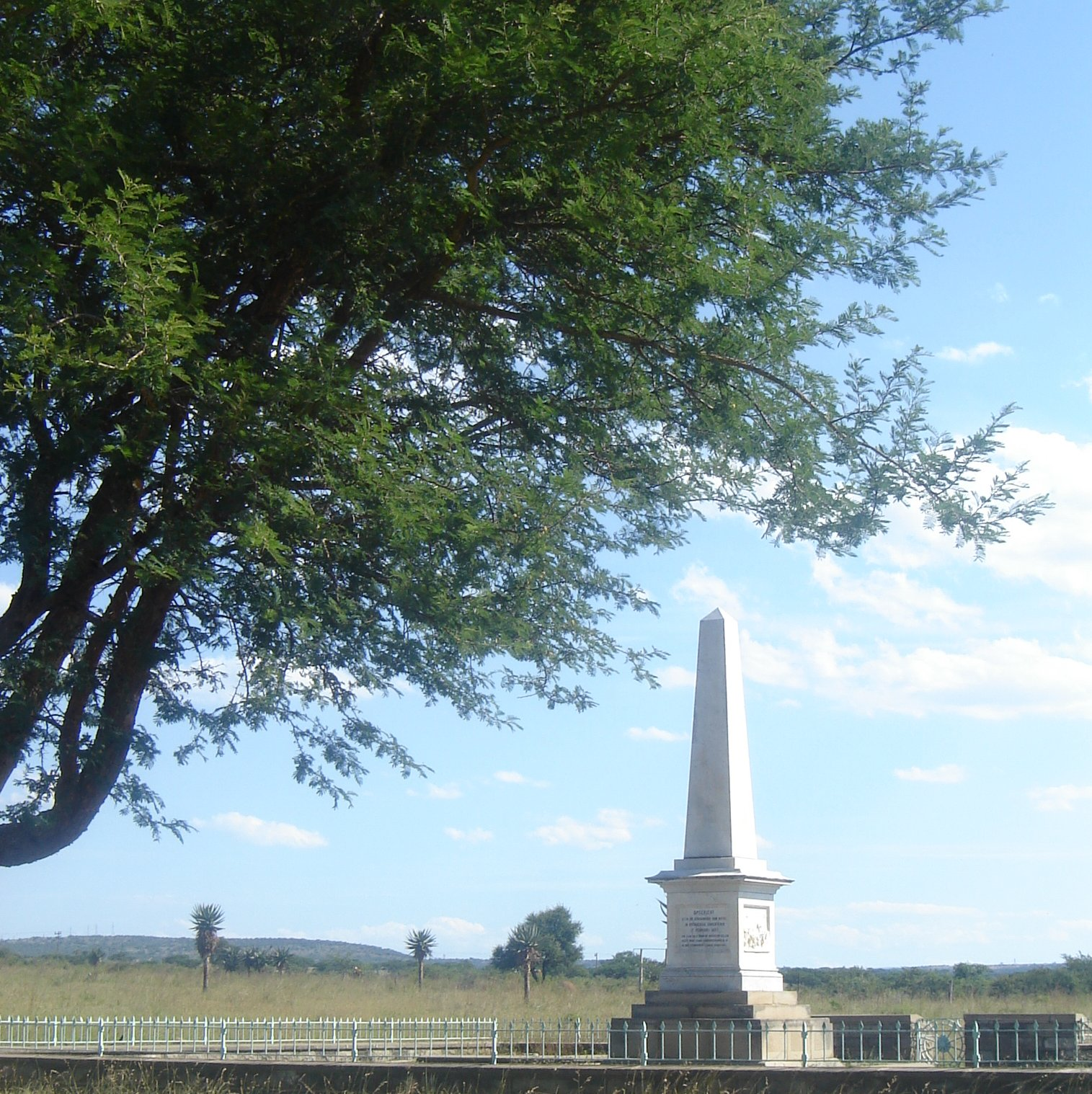
A weeneni mészárlás emlékműve a város közelében

Ezt követően Dingane kiküldött egy kisebb zulu sereget, amelynek feladata Doringkop, Bloukrans, Moordspruit, Rensburgspruit és a Busman-folyó környékén táborozó búrok felkutatása és megölése volt. A megközelítőleg kétszázötven főt számláló vortrekkerek csapatát végül Weenen közelében találták meg, és nyomban megtámadták őket. A mészárlás áldozata lett többek közt George Biggar, Robert Biggar Port Natal-i kereskedő fia is. A mészárlásnak csupán egy ismert túlélője volt, Johanna van der Merwe, aki súlyos sérüléseket szenvedett. A rensburgspruiti tábor, amelyben Andries Pretorius csapata állomásozott, sikeresen megvédte magát a zulukkal szemben.
1838. április 15-én nyilvánosságra hozták a Weennenben meggyilkolt telepesek számát. A hivatalos adatok szerint a teljes veszteség 33 férfi, 75 nő és 123 gyerek, összesen 231 ember volt. Ezt követően a tragédia közelében várost alapítottak és emlékművet emeltek.
A búrok már a mészárlást megelőzően erőszakoskodtak az őslakossággal, de ezt követően a helyzet még inkább elharapódzott. A kézi lőfegyverekkel szemben a közelharcban használatos lándzsákkal, szálfegyverekkel és pajzsokkal a zuluk nem vehették fel a versenyt, a búrok pedig gyakran szabályos irtóhadjáratokat indítottak ellenük.

## Fordítás
- Ez a szócikk részben vagy egészben  a   Weenen massacre című angol Wikipédia-szócikk fordításán alapul.  Az eredeti cikk szerkesztőit annak laptörténete sorolja fel. Ez a jelzés csupán a megfogalmazás eredetét és a szerzői jogokat jelzi, nem szolgál a cikkben szereplő információk forrásmegjelöléseként.